# Worms 4: Mayhem
Worms 4: Mayhem (с англ. — «Червяки 4: Погром») — трёхмерная компьютерная игра жанра артиллерия, одна из игр серии Worms, разработанная компанией Team17. Вышла в 2005 году. Официальным локализатором Worms 4: Mayhem в России выступила компания «Бука».

## Игровой процесс

Скриншот из игры

В игре присутствуют два типа разрушаемого окружения — все объекты на поверхности ландшафта поделены на восьмиполигональные «кубики», которые при воздействии на них оружием исчезают. А ландшафт при воздействии на него «изгибается» подобно игре Scorched 3D.
Игра очень похожа на своего трёхмерного предшественника Worms 3D, однако в ней есть ряд нововведений. Теперь игроки могут одевать своих червяков (выбирать шляпы, очки, волосы, перчатки) и создавать собственное уникальное оружие с помощью «Фабрики оружия». Другой особенностью является наличие «магазина», в котором игроки могут покупать различные предметы и оружие за заработанные в миссиях очки. Элементы «магазина» включают новые игровые карты, одежду и голоса червяков, а также игровые стили. За различные поставленные рекорды выдают трофеи.
Наземные мины теперь взрываются тремя разными способами (как обычно, с осколками и с отравляющим газом). Периодически их численность пополняется минной фабрикой. Бочки с бензином также теперь обладают отравляющим эффектом. Телепорты убраны из инвентаря и заменены аналогичными устройствами, разбросанными по карте. Помимо стандартных ящиков с оружием и приспособлениями появился новый тип — ящики с сюрпризом, которые могут как помочь игроку, так и нанести вред.
Впервые в серии черви не просто шевелят губами на фоне субтитров, а разговаривают на собственном языке. У них появилась и своя письменность, похожая на иероглифы.

## Сюжет
В режиме истории (кампании) игрок управляет одним из студентов-червяков, выполняющих задания профессора Червинкля. После уничтожения врагов возле университета и спасения мира от киберчервей, Червинкль заставляет игрока стратегически саботировать своих врагов: целью становится разрушение их нового кафе, остановка строительства дороги, разрушение экскаваторов и, наконец, разрушение фабрики оружия. После этого Червинкль использует машину времени, чтобы скрыться, и вследствие некоторых обстоятельств попадает в средние века, где «местные жители» ломают машину времени. После выполнения миссий по ремонту машины, профессор Червинкль и его студенты попадают на Дикий запад, чтобы заправить машину топливом — жидким золотом. Таким образом, группа профессора должна забрать некоторое количество золота у ковбоя Богги-Детки, и это удаётся червякам. Червинкль и его студенты попадают в арабский век и нуждаются в навигационной системе («бриллианте чистой воды»). Они забирают драгоценности у знаменитого вора Али Бабуна. После того, как машина времени полностью исправлена, игрок узнает о плохих замыслах профессора. В результате Червинкль оставляет студентов в веке динозавров, однако терпит крушение и игроку приходится выполнить несколько миссий, чтобы добраться до профессора. Восстановив машину, студенты возвращаются в своё время, оставив профессора в веке динозавров.

## Оценки и мнения
| Сводный рейтинг       | Сводный рейтинг | Сводный рейтинг | Сводный рейтинг |
| Издание               | Оценка          | Оценка          | Оценка          |
| Издание               | PC              | PS2             | Xbox            |
| --------------------- | --------------- | --------------- | --------------- |
| GameRankings          | 72,92 %         | 69,53 %         | 68,83 %         |
| Game Ratio            | 72 %            | 72 %            | 71 %            |
| Metacritic            | 71/100          | N/A             | 69/100          |
| MobyRank              | 73/100          | 72/100          | 70/100          |
| Иноязычные издания    |                 |                 |                 |
| Издание               | Оценка          | Оценка          | Оценка          |
| Издание               | PC              | PS2             | Xbox            |
| AllGame               | [ 12 ]          | N/A             | N/A             |
| CVG                   | N/A             | N/A             | 80/100          |
| Eurogamer             | 6/10            | N/A             | N/A             |
| G4                    | N/A             | 3/5             | N/A             |
| GameSpot              | 6,2/10          | N/A             | N/A             |
| GameSpy               | N/A             | N/A             | [ 17 ]          |
| GameZone              | N/A             | N/A             | 7,2/10          |
| IGN                   | 7,5/10          | N/A             | 6,4/10          |
| OXM                   | N/A             | N/A             | 6,5/10          |
| PC Gamer (UK)         | 73/100          | N/A             | N/A             |
| PC Gamer (US)         | 68/100          | N/A             | N/A             |
| TeamXbox              | N/A             | N/A             | 6,8/10          |
| VideoGamer            | 7/10            | 6/10            | 7/10            |
| Русскоязычные издания |                 |                 |                 |
| Издание               | Оценка          | Оценка          | Оценка          |
| Издание               | PC              | PS2             | Xbox            |
| Absolute Games        | 71 %            | N/A             | N/A             |
| «PC Игры»             | 7/10            | N/A             | N/A             |
| «Игромания»           | 8/10            | N/A             | N/A             |
| «Страна игр»          | 6/10            | N/A             | N/A             |

Игра получила в целом положительные оценки от журналистов, однако рецензенты отмечали всё те же недостатки, присутствовавшие в предыдущих трёхмерных частях серии — Worms 3D и Worms Forts: Under Siege, такие как неудобная система камер и управление. На сайте Metacritic средняя оценка составляет 71 балл из 100 возможных в версии для ПК и 69 баллов из 100 для Xbox. Схожая статистика опубликована и на GameRankings — 72,92 % для ПК, 69,53 % для PlayStation 2 и 68,83 % для Xbox.